# Tabakrauch

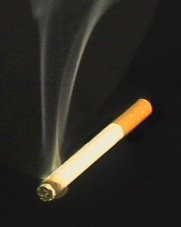
Eine glühende Zigarette

Tabakrauch entsteht beim Abbrand oder Verschwelen von Tabak z. B. in Zigaretten, Zigarren, Pfeifen oder Wasserpfeifen. Er ist ein Aerosol aus Rauch, Dämpfen, Gasen und Feststoffen. Man unterscheidet hierbei den Hauptstromrauch, den der Raucher direkt einatmet, sowie den Nebenstromrauch der glühenden Tabakware.
Tabakrauch enthält eine Vielzahl von Verbrennungsprodukten. Der beim Rauchen einer Zigarette entstehende Tabakrauch enthält alle organischen Verbindungen in unterschiedlichen Oxidations- und Zerfallsformen, die aus dem gerauchten Tabak und eventuell der Umhüllung entstehen und nicht in der Asche verbleiben. Bei der Analyse können bis zu 9600 verschiedene chemische Verbindungen in unterschiedlichem Anteil identifiziert werden. Laut Veröffentlichung der International Agency for Research on Cancer (IARC) der Weltgesundheitsorganisation (WHO) konnten, bis zum Jahr 2000, im Tabakrauch insgesamt 69 als krebserregend eingestufte chemische Verbindungen identifiziert werden. Im Hinblick auf ihre physiologische Wirkung lassen sich diese Verbindungen in fünf Gruppen unterteilen.
1. karzinogene (krebserzeugende) Stoffe,
2. (blut-)toxische Stoffe,
3. neurotoxische Stoffe,
4. reizende Stoffe,
5. physiologisch unbedenkliche Stoffe.

## Chemie des Tabakrauchs

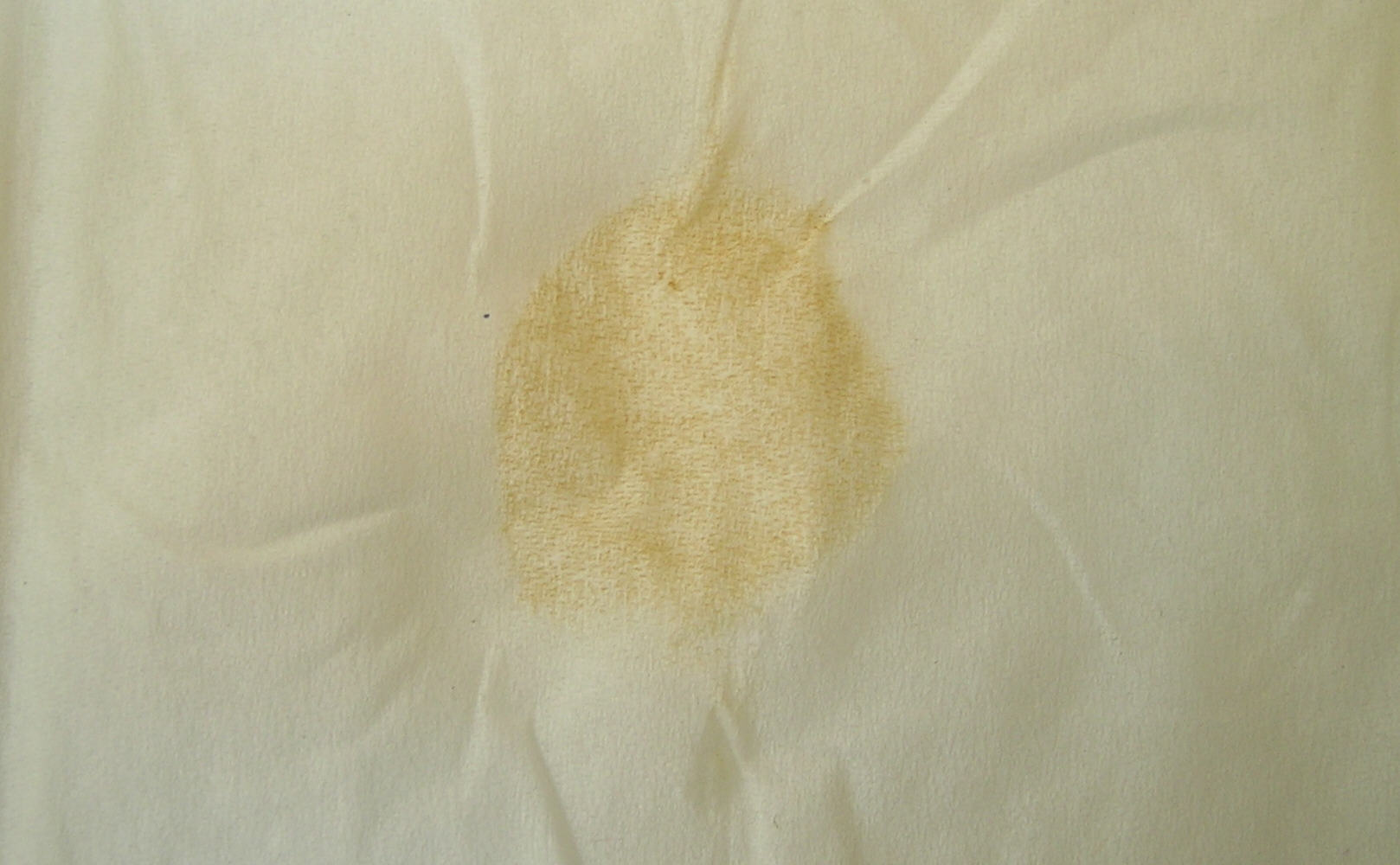
Ein Zigarettenzug durch ein Taschentuch geblasen

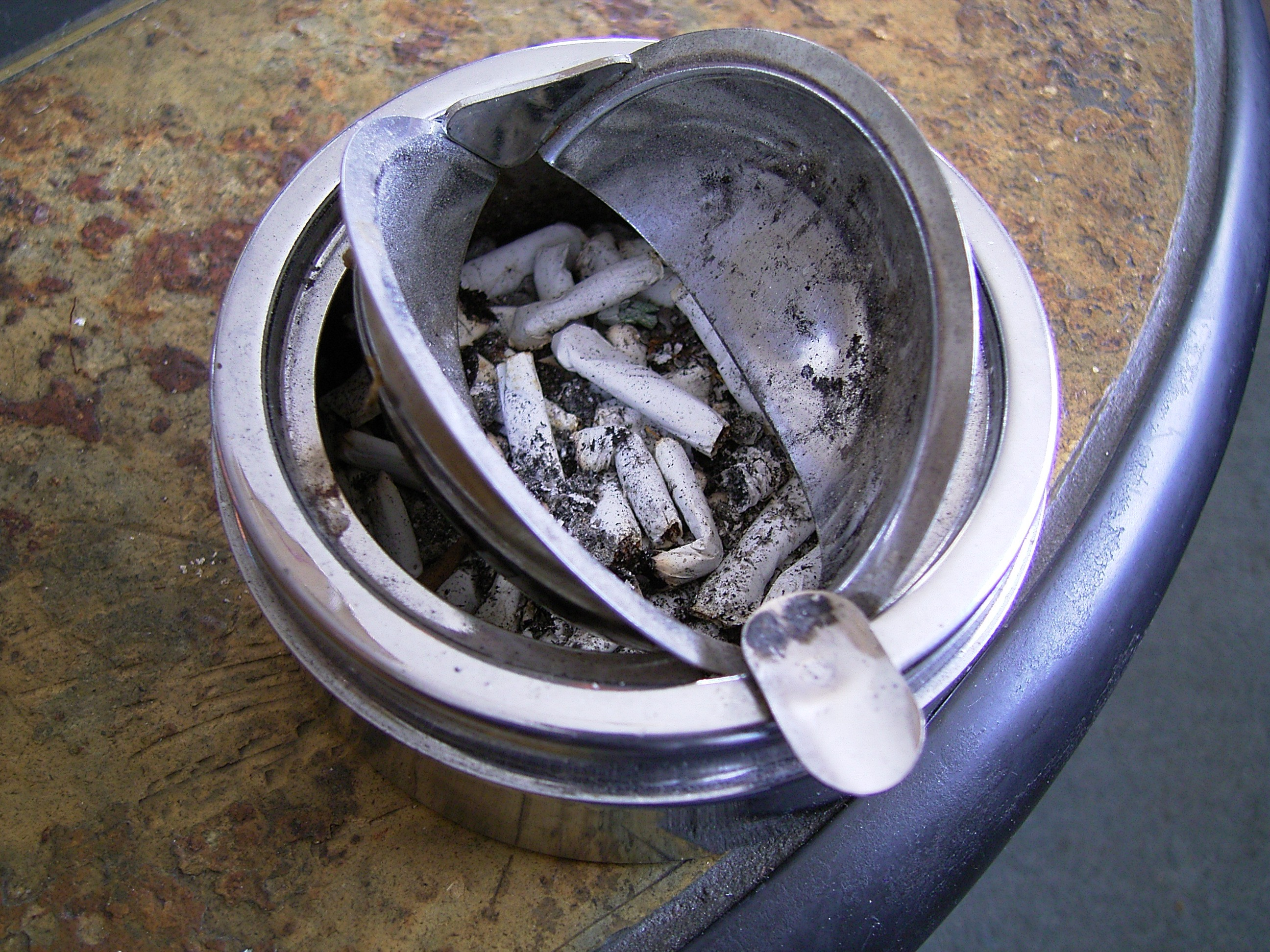
Nicht inhalierbare Reststoffe von Tabakkonsum

Das Rauchaerosol ist ein Stoffgemisch aus
- fest-flüssigen Partikeln mit fünf bis zehn Prozent Phasenanteil bei einem Partikeldurchmesser von 0,1 Mikrometer bis 1,0 Mikrometer und einer Partikelkonzentration von 107−1010 Teilchen pro Milliliter Rauch,
- Dämpfen, das ist die kondensierbare Gasdampfphase aus verdampften Flüssigkeiten und aus
- der Gasphase.

Das (Rauch-)Kondensat (Rauchablagerung, Zusammenballung der fest-flüssigen Partikel) wird umgangssprachlich auch „Teer“ genannt. Der durchschnittliche Kondensatgehalt einer einzelnen Zigarette deutscher Produktion lag 1975 noch bei 9 Milligramm bis 25 Milligramm und 1990 bei zwölf bis 14 Milligramm.
Die chemische Zusammensetzung des Tabakrauches ist je nach der Luftströmung, in der der Tabakrauch entsteht unterschiedlich zu bewerten. Haupt- und Nebenstromrauch (in der englischsprachigen Fachliteratur environmental tobacco smoke, ETS) setzen sich aus sechs verschiedenen Strömungen zusammen:
- Verbrennungsstrom (glow stream): Er wird beim Zug aus der Glut an der Zigarettenspitze freigesetzt.
- Verkohlungsstrom (side stream): Er wird in der Zugpause von der Glut der Zigarettenspitze freigesetzt.
- Schwelstrom (smoulder stream): Der in den Zugpausen im Mundstückbereich emittiert.
- Diffusionsstrom: Der vom Zigaretteninneren in der Zugpause durch das Filterpapier nach außen gelangende Anteil.
- Effusionsstrom: Dementsprechend der vom Zigaretteninneren beim Ziehen durch das Filterpapier nach außen gelangende Anteil.
- Exhalationsstrom (blow stream): Der vom Raucher wieder ausgeatmete Rauchanteil, wobei in der Lunge die meisten Schadstoffe ausgefiltert werden und meist auch dort verbleiben.

Beim Tabakrauchen laufen drei unterschiedliche chemische Prozesse ab.
- Der Tabak verbrennt durch Redoxreaktion in der Glutzone, wenn Luft durchgezogen wird. Dabei entsteht bei Zigaretten eine Temperatur von 800 °C bis 1100 °C, bei Zigarren von 580 °C bis 660 °C und bei Pfeiferauchen verglüht der Tabak bei 420 °C bis 500 °C in oxidierender Atmosphäre.
- Der Tabak verschwelt hinter dem Glutkegel und im Inneren des Glutkegels bei reduzierender Atmosphäre. Dies bewirkt eine unvollständige Verbrennung sowie eine thermische Zersetzung (Pyrolyse). Diese Verschwelung setzt viele schädigende, „ungesättigte“ Verbindungen, Kondensations- und Polymerisationsprodukte frei. Sie läuft je nach Abstand von der Glutzone bei 200–600 °C ab.
- Im Tabak enthaltene flüchtige Anteile verdampfen und destillieren in einer Verdampfungs- und Destillationszone hinter dieser Schwelzone. Niedrig siedende Stoffe gehen direkt in den Rauch über. Der beim Verrauchen freiwerdende Wasserdampf nimmt durch Wasserdampfdestillation und Extraktion Schadstoffe mit sich und so gelangen auch Nikotin und ätherische Öle in den Rauch.

## Schadstoffe im Tabakrauch

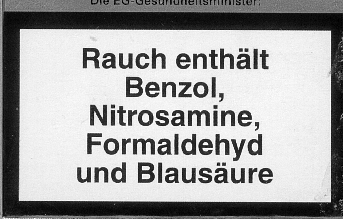
Warnhinweis über Inhaltsstoffe

Das Aerosol des Zigarettenrauchs enthält neben allgemein bekannten Schadstoffen wie Benzol, Blausäure, Formaldehyd und Nitrosaminen noch weitere Stoffe mit unterschiedlichem Gefahrenpotential.

### Bluttoxische Substanzen
In erster Linie ist Kohlenstoffmonoxid (CO) zu nennen. Es ist ein farb- und geruchloses Gas mit einer hohen Giftigkeit (Toxizität) wie Blausäuregas. Es entsteht bei der unvollständigen Verbrennung des Tabaks in Spuren. Beim Inhalieren und der Aufnahme über die Lunge bindet es sich an den roten Blutfarbstoff Hämoglobin. Da CO fester als Sauerstoff gebunden wird, sinkt die Transportfähigkeit des Blutes für Sauerstoff.
CO ist jedoch geruchlos im Gegensatz zu dem ebenfalls hochgiftigen Schwefelwasserstoff mit seinem Geruch nach faulen Eiern oder dem Blausäuregas mit seinem Bittermandelgeruch, sodass der Körper bei der Inhalation größerer Mengen Kohlenmonoxid nicht vorgewarnt wird. Zwar ist eine Kohlenmonoxidvergiftung allein durch Tabakrauchen (Zigarette oder Zigarre) nicht möglich, aber die Fähigkeit des Blutes, Luftsauerstoff aufzunehmen und im Körper weiterzutransportieren, wird beeinträchtigt. Dadurch kann einem Raucher eher „die Puste ausgehen“ beziehungsweise „die Luft wegbleiben“ als einem Nichtraucher. Anders sieht es bei der Benutzung der Wasserpfeife aus, da bei ihr der Tabakrauch große Mengen an Kohlenmonoxid enthält.

### Neurotoxische Substanzen

Strukturformel von Nikotin – Nervengift und Hauptsuchtstoff in Zigaretten

Das Nikotin (auch: Nicotin, chemisch: α-Pyridyl-β-N-methyl-pyrrolidin, C10H14N2) selbst ist – neben dem Nornicotin und dem aromatischen Wirkstoff Nikotianin – der eigentlich wirksame, psychoaktive Bestandteil der Droge Tabak. Als Substanz ist es eine ölige, farblose Flüssigkeit. Von der Struktur ist es eine Stickstoffbase, ein Alkaloid. Nikotin gehört zur Gruppe der narkotisch wirkenden Drogen und Nervengifte. Lange Zeit galt die Annahme, bereits beim Verschlucken von 60 mg Nikotin bestünde für einen Erwachsenen Lebensgefahr. Diese Annahme beruhte auf den Forschungsergebnissen des Toxikologen und Pharmakologen Rudolf Kobert. Im Jahr 1906 veröffentlichte er das Lehrbuch der Intoxikationen, in dem er sich auf experimentelle Ergebnisse von 2–4 mg stützte und daraus ableitete, dass die maximale tödliche orale Nicotindosis nicht höher als 60 mg sein könnte. Kobert führte seine Erhebungen zurück auf Selbstversuche des österreichischen Arztes Karl Damian von Schroff aus dem Jahr 1856. 2014 korrigierte der Pharmakologe Bernd Mayer von der Karl-Franzens-Universität in Graz den Wert auf über 500 mg.
Dabei hängt die Aufnahme des Nervengiftes in den Körper (Intoxikation) von vielen Faktoren ab.
- Methode des Tabakgebrauches (Rauchen, Kauen, Schnupfen)
- Inhalationstiefe
- Inhalationsdauer
- Anzahl der Züge pro Stück
- Stummellänge, also wie viel in der „Kippe“ weggeworfen wird.

Durch das Verschwelen des Tabaks werden etwa zwei Drittel der Nikotinmenge im Tabak vernichtet, also nur ein Drittel geht in den Rauch über. In der Folge gelangt dann beim Aktiv- und Passivrauchen nur ein Bruchteil der mit dem Rauch eingeatmeten Nikotinmenge über die Mundschleimhäute (fünf Prozent) und die Lunge (die restlichen 95 Prozent) in den Blutkreislauf. Dort verlangsamt es anfänglich den Puls und sorgt nach dem nun beginnenden Blutdruckabfall schließlich – je nach Art und Menge weiterer Nikotinzufuhr – für eine Erhöhung der Pulsfrequenz, eine Steigerung der Darmbewegungen, ein Versiegen der Drüsenabscheidungen im Körper und eine – schneller erkennbare – Pupillenverengung im Auge mit Akkomodationskrampf. Später tritt dann durch Lähmung des Augenmuskels eine Pupillenerweiterung ein. Bei höherer Dosierung (Nikotinaufnahme ins Blut) folgt schließlich eine tendenzielle, lokale und am Ende gar lebensbedrohliche Lähmung aller Muskeln inklusive des Herzens. Der tödliche Kreislaufkollaps wird ab etwa 500 Milligramm erreicht.
Es sind auch Fälle mit Kleinkindern vorgekommen, in denen beim nicht beaufsichtigten Spielen liegengelassene Zigaretten aufgegessen wurden, wodurch sie starben. Es wird vermutet, dass vor allem das im Tabak enthaltene Nikotin für den Tod verantwortlich ist.
Die als „Nicotinsäure“ bekannte Pyridin-3-Carbonsäure ist ein Bestandteil des Vitamin-B2-Komplexes, der als Lebensmittelergänzungsstoff oder in Medikamenten eingesetzt wird. Als Nikotinsäureamid ist sie in der Bierhefe enthalten. Im Unterschied zu den Nervengiften Nikotin, Nornikotin und dem aromatischen Wirkstoff Nikotianin liegt jedoch keine toxische Wirkung vor.

### Karzinogene Substanzen
Tabakrauch enthält eine große Anzahl karzinogener Substanzen. Diese reichen allerdings in sehr unterschiedlichen Mengen von toxischen Schwermetallen wie Cadmium über Blutgifte wie Benzol bis hin zu Teerpartikeln und dem hochgradig krebserzeugenden Benzpyren. Teilweise sind Spuren des radioaktiven Schwermetalls Polonium im Tabakrauch enthalten. Die Substanzen im Tabak und im Rauch weichen je nach Sorte und den verwendeten Phosphatdüngemitteln stark ab.
Bereits 1958 waren von Ernest L. Kennaway und A. J. Lindsay bestimmte Anthracene, Benzperylen, Pyrene, Chrysen und Arsenik als karzinogene (krebsverursachende) Substanzen im Tabakrauch festgestellt worden.

### Reizende Substanzen
Reizende Substanzen bewirken eine Verlangsamung des Selbstreinigungssystems der Bronchien, so dass sich bei regelmäßiger Teer- und Kondensatzufuhr eine chronische Bronchitis („Raucherhusten“) entwickelt. Trotz des sofortigen völligen Beendens des Rauchens halten diese Beschwerden noch monate- bis jahrelang an. Zu den reizauslösenden Substanzen gehören die stickstoffhaltigen Verbindungen, wie die sich in Spuren entwickelnden Gase Ammoniak (chemische Formel: NH3) und die Stickstoffoxide, wie NO und NO2 und N2O4. Die Stickoxide sind zudem verdächtig, krebserregend zu sein.

## Detailliertere chemoanalytische Angaben über Tabakrauch-Komponenten
Kondensatwerte auf Zigarettenpackungen geben drei Analysenwerte an. Nur ein geringer Bruchteil der Substanzen im Rauch bestimmt das Tabakaroma, der Hauptteil besteht aus zum Teil kaum wahrnehmbaren Schadstoffen.
Der Nebenstromrauch kann ebenfalls für den dem Tabakrauch ausgesetzten Nichtraucher belastend sein. Der als Richtgröße genutzte Arbeitsplatzgrenzwert (früher MAK-Wert) ist die maximale Arbeitsplatz-Konzentration, für die über die Lebensarbeitszeit, ausgehend von einem Achtstundentag und einer 5-Tage-Woche keine Gesundheitsschädigung zu erwarten ist. Bei dessen Überschreitung macht sich der Arbeitgeber bei entsprechenden Umständen strafbar, handelt aber in jedem Fall ordnungswidrig und kann im Arbeitsleben mit einem Bußgeld belangt werden. Die letale Dosis LD50 gibt in der Toxikologie die Stoffmenge an, bei deren Aufnahme mindestens 50 Prozent der behandelten Tiere innerhalb von 24 Stunden sterben. Tabakrauch enthält im Einzelnen die im Folgenden genannten Stoffgruppen:
Gasphase
- Wasserdampf: zehn bis 20 Prozent
- Stickstoff N2 aus der Luft (bis 73 %), Sauerstoff O2 (10 %) und Kohlenstoffdioxid CO2 als Verbrennungsprodukt (bis 9,5 % – in der Luft normal: 0,04 %, AGW 9.000 mg, also 5.000 ml pro Kubikmeter Atemluft pro Achtstundenarbeitstag)[6]
- den Hämoglobinblocker Kohlenmonoxid CO (4,2 %, toxisch, geruchlos)
- Wasserstoff H2 (1 %)
- Edelgase (Ar, Kr, Ne, Xe: 0,6 %)
- Blausäure HCN (0,16 %, ein toxischer Hämoglobinblocker, 50 mg wirken innerhalb von Sekunden tödlich, der MAK-Wert liegt bei 11 mg pro Kubikmeter)
- Ammoniak NH3 (0,03 %, ein Reiz- und Kampfgas, AGW 15 mg/Kubikmeter oder 20 ml/Kubikmeter)[6]
- Stickoxide (0,02 %, kanzerogen) sowie
- Schwefelwasserstoff H2S (in Spuren, aber ebenfalls ein Hämoglobinblocker, hochtoxisch, MAK-Wert daher bei 15 mg oder 10 ml pro Kubikmeter, LC50-Wert bei Ratten, inhaliert: 0,44 ml/m³)

Organische Verbindungen
- Ameisensäure (HCOOH, flüssig, eine ätzende Säure)
- die Alkohole Methanol (CH3OH) und Ethanol (C2H5OH; Methanol führt bei oralem Genuss zu Erblindung, LD50 = 5,6 g/kg, orl, rat, der AGW für Ethanol beträgt 500 ml/Kubikmeter)[6]
- die Aldehyde Methanal (HCHO, „Formaldehyd“), Ethanal (Acetaldehyd, CH3CHO), Acrolein (CH2=CH-CHO, Prop-2-enal), 2-Butanon (Methanal ist ein giftiges Allergen, MAK-Wert: 0,5 ml/Kubikmeter, Ethanal (Acetaldehyd) ist giftig und Acrolein (Acrylaldehyd stark giftig und krebserregend, AGW: 0,09 ml/Kubikmeter)[6]
- Kohlenwasserstoffe der Stoffklassen der Alkane, Alkene und Alkine (Aliphaten) wie Ethan, Butan, Ethen, Propen, Buten, 1,3-Butadien, Ethin sowie aromatische Kohlenwasserstoffe (Benzol (C6H6) und Toluol (C7H8)). Das stark kanzerogene Blutgift Benzol hat einen MAK-Wert von 1,0–2,5 ml/Kubikmeter)
- Ferner finden sich im Tabakrauch und -dampf: Phenol (= Hydroxybenzol), als Ester Alkylmethanoate und -ethanoate, als Amine auch Aminomethan und -ethan, Dimethylamin (Aminomethan ist Methylamin: AGW = 10 ml/Kubikmeter)[6]

PartikelgehaltsstoffeInsgesamt gehören dem Partikelanteil im Tabakrauch Stoffe der im Folgenden aufgezählten Stoffklassen an, die teilweise toxisch sind. In Klammern ist die Anzahl der aus diesen Gruppen im Tabakrauch auffindbaren Einzelstoffe, sowie die Hauptvertreter dieser Gruppen in der Partikelphase (Kondensat).
Verbindungsklassen

Naphthalin, der einfachste PAK

- Aliphate (ca. 80 verschiedene Substanzen, C31-C33-(n- und Iso-)Alkane, C5-C20-Alkene),
- Aromate (ca. 100 Substanzen, Chrysen, Benzo[a]pyren, Benzo[c]phenanthren, Benzo[j]fluoranthren, – auch Heterocyclen wie Carbazol und viele polycyclische Aromaten (Abkürzung: PAK, Beispiel: Naphthalin) mit zusammen rund 1,25–2,85 Mikrogramm/Zigarette – gemessen im Hauptstromrauch),
- Alkohole (ca. 25 Substanzen, Ethanol, Methanol, Propantriol (Glycerin), Ethandiol (Ethylenglycol)),
- Aldehyde und Ketone (Carbonylderivate, insg. ca. Substanzen, Propanon (Aceton), 2-Butanon, 2-Propenal (Acrolein), Propanal (Propionaldehyd)),
- Carbonsäuren (55 Substanzen, Methan-, Ethan-, Propansäure),
- Ester (ca. 270 Substanzen, Ethylacetat, -valerat, Allylcapronat),
- Phenole und Phenolether (um 55 Substanzen, Hydroxymethylbenzole (Cresole), Phenol, 2,4- und 2,5-Xylenole),
- Alkaloide und ähnliche Stickstoffbasen (ca. 100 verschiedene Substanzen, Nikotin, Nornicotin, Anabasin, Myosmin),
- Schwermetallkationen (Cadmium – 0,007–0,35 Mikrogramm je Zigarette –, Quecksilber, Kupfer, Arsen, Nickel, Zink, Blei, Antimon und Gold – letzteres jedoch nur mit 0,02 Nanogramm je Zigarette),
- Radioisotope (auch 210Polonium, 210Blei, 226Radium und 228Radium und 40Kalium – sowie 228Thorium – Jährliche mittlere Belastung bei 20 Zigaretten täglich circa 0,287 mSv durch 210Po und 210Pb[7]),
- Peroxide, Terpene, Sterine, Nitrosamine und TSNA (N’-Nitrosoanatabin (NAT), N’-Nitrosonornicotin (NNN), 1-Nitrosopyrrolidin), Aminosäuren und Proteine, Pflanzenschutzmittel-Rückstände sowie Stoffwechselprodukte derselben („Pestizid-Metabolite“).

## Verbleib und Aufnahme von Nikotin
Vom im Tabak enthaltenen Nikotin verbrennen 30 % bis 35 % in der Glutzone, 40 % gehen in den Nebenstromrauch und 25 % bis 30 % in den ungefilterten Hauptstromrauch. Von diesem Hauptstromanteil verbleiben bei filterlosen Zigaretten 30 % – absolut gesehen also 8 % bis 9 % – im Tabakstummel, bei Filterzigaretten 40 % bis 70 % (absolut: 12 % bis 20 %). Insgesamt gelangen daher 14 % bis 20 % des Nikotins vom Tabak in die Mundhöhle des Rauchers (bei Filterzigaretten 5 % bis 12 %), wovon beim Lungenzug bis zu 98 % resorbiert werden, beim sogenannten „Paffen“ im Mundraum jedoch nur 5 %. Der Hauptstromrauch einer filterlosen Zigarette enthält dann immer noch 1,0 bis 2,3 mg Nikotin (sowie 10–23 mg Kohlenmonoxid, ferner rund 1 mg Ethanal, 100 bis 1000 Mikrogramm Essigsäure, 100 bis 600 Mikrogramm Stickoxide, 400 bis 500 Mikrogramm Blausäure (Cyanwasserstoff), 20 bis 50 Mikrogramm Benzol, jeweils 60 bis 100 Mikrogramm Acrolein und Phenol sowie 70 bis 100 Mikrogramm Formaldehyd). 1961 enthielt der Rauch einer Zigarette durchschnittlich 1,44 mg Nikotin und 1990 enthielt er im Mittel 0,86 mg Nikotin.
Von den durchschnittlich 860 Mikrogramm Nikotin pro Zigarette gelangen 43 Mikrogramm bis 103 Mikrogramm direkt über den Mundraum und beim tiefen Inhalieren „auf Lunge“ in den Körper. 10 bis 20 Sekunden nach dem Inhalieren kommt das Nikotin im Gehirn an. Etwa nach zwei Stunden ist die Hälfte der aufgenommenen Nikotinmenge vom Körper zu so genannten Metaboliten wieder abgebaut.

## Regulierung des Tabakrauches als Luftschadstoff
Der US-Staat Kalifornien hat sich 2006 entschieden, den Tabakrauch regulierungsbehördlich in die Liste „giftiger Luftschadstoffe“ aufzunehmen, womit er auch juristisch anderen gefährlichen Giftstoffen gleichgesetzt ist.

### Inhaltsstoffe
Im Hauptstromrauch einer filterlosen Zigarette finden sich insgesamt zwischen 15 Milligramm und 40 Milligramm biologisch aktive Schad- und Giftstoffe („toxische Substanzen“).

Mit modernen Analysenmethoden lassen sich im Tabakrauch bis zu 9.600 verschiedene Substanzen aus unterschiedlichen Stoffklassen nachweisen.
| Substanz             | Gehalt          | Substanz              | Gehalt        |
| -------------------- | --------------- | --------------------- | ------------- |
| Kohlenstoffmonoxid   | < 10.000        | Magnesium ionisiert   | 0,07          |
| Nicotin              | < 1.000         | Antimon ionisiert     | 0,052         |
| Acetaldehyd          | 500 … 1.200     | Pyren                 | 0,05 … 1,01   |
| Cyanwasserstoff      | 400 … 500       | Benzo[a]fluoren       | 0,04 … 0,18   |
| Hydrochinon          | 110 … 300       | Eisen ionisiert       | 0,042         |
| Essigsäure           | 100 … 1.000     | o-Toluidin            | 0,03 … 0,16   |
| Stickoxide           | 100 … 600       | Anthracen             | 0,02 … 0,23   |
| Brenzcatechin        | 100 … 360       | Benzo[b]fluoren       | 0,02          |
| Aceton               | 100 … 250       | Fluoranthen           | 0,01 … 0,27   |
| Methanol             | 90 … 180        | Hydrazin              | 0,03 … 0,04   |
| Ameisensäure         | 80 … 600        | Urethan               | 0,02 … 0,04   |
| Formaldehyd          | 70 … 100        | Blei ionisiert        | 0,017 … 0,98  |
| Kalium ionisiert     | 70              | Arsen                 | 0,012 … 0,022 |
| Phenol               | 60–140          | Dibenzo[a,j]anthracen | 0,01 … 0,03   |
| Propenal             | 60 … 100        | Cadmium               | 0,007 … 0,35  |
| Ammoniak             | 50 … 130        | 1-Nitrosopyrrolidin   | 0,006 … 0,11  |
| 3- und 4-Kresol      | 40 … 80         | Benzo[a]pyren         | 0,005 … 0,078 |
| 3-methylpyridin      | 20 … 36         | Dibenzo[a,h]anthracen | 0,004         |
| Pyridin              | 16 … 40         | Quecksilber           | 0,004         |
| Nitrosamine (insg.)  | 8,5 und weniger | Benzo[a]anthracen     | 0,004–0,076   |
| N’-Nitrosonornicotin | 3,7 und weniger | 1-Methylchrysen       | 0,003         |
| Natrium ionisiert    | 1,3             | Benzo[ghi]perylen     | 0,003 … 0,039 |
| Carbazol             | 1,0             | Anthanthracen         | 0,002 … 0,022 |
| Aluminium ionisiert  | 0,22            | 4-Aminobiphenyl       | 0,002 … 0,005 |
| N’-Nitrosoanatabin   | 0,2 … 4,6       | Vinylchlorid          | 0,001 … 0,01  |
| 2-Nitropropan        | 0,2 … 2,2       | N-Nitrosodiethylamin  | 0,001 … 0,02  |
| Kupfer ionisiert     | 0,19            | Silber                | 0,0012        |
| Zink (ionisch)       | 0,12 … 1,21     | Gold                  | 0,00002       |
| Phenanthren          | 0,08 … 0,62     | Chrom                 | 0,004         |

Der Terry-Report wertete die wissenschaftlichen Erkenntnisse von mehr als 7000 Publikationen aus: Seit 1964 ist es wissenschaftlich gesicherte Erkenntnis, dass Zigarettenrauchen zu einem deutlich erhöhten Auftreten von Lungentumoren (Lungenkrebs) führt. Auch Kehlkopf-, Mundhöhlen-, Speiseröhren-, Blasen- und Pankreastumore können vom Tabakrauch erzeugt werden.

### Krebsgefahr
Als Krebserreger (Karzinogene) wirken in erster Linie die polycyclischen Aromaten (PAH) wie Anthracen, Benzo(a)fluoren, Benzo(a)pyren, Phenanthren, Pyren usw. sowie die tabakspezifischen Nitrosamine (TSNA, N-Nitroso-Verbindungen) wie das N-Nitroso-dimethylamin, -methylethylamin, -nornicotin, -diethanolamin und 1-Nitrosopyrrolidin und -piperidin. Deren krebserzeugendes Potential wird von Kokarzinogenen, Schwermetallen, aromatischen Aminen (wie Anilin) und Radioisotopen (210Polonium: 0,411 Pikocurie pro Gramm Tabak im Tabakrauch) unterstützt. Das Benzo(a)pyren schädigt das für die Krebsabwehr zuständige Gen p53.
Zudem werden pro Zigarettenzug ca. 1014 freie Sauerstoffradikale erzeugt, die – ebenso wie Nitrosierungsvorgänge im Körperinneren („endogen“) – vermutlich zur Krebsentstehung beitragen können.
Da der Nebenstromrauch ungefiltert in die Umgebungsluft am Arbeitsplatz gelangt, wurde 1985 ein Kapitel „Passivrauchen“ in Abschnitt IIIB der MAK-Liste aufgenommen (vergleiche dazu MAK-Werte). Neben der tumorbildenden Wirkung von Tabakrauch ist eine erhöhte Anfälligkeit von Aktiv- und Passivrauchern gegen Herzinfarkte, Herzkrankheiten und Arteriosklerose („Arterienverkalkung“) sowie gegen Rachenraum-, Magen- und Darmerkrankungen (letztere hauptsächlich bewirkt durch Nikotin und Kohlenmonoxid) und Bronchienerkrankungen („Raucherhusten“) nachweisbar.

### Bronchitis
Die Bronchitis erzeugende Wirkung des Tabakrauches wird den Phenol- und Säure-Anteilen im Tabakrauch sowie den Carbonylverbindungen zugeschrieben (Alkanale und Alkanone), zusätzlich unterdrücken Blausäure und Acrolein die Regeneration und Selbstreinigung der Flimmerhärchen (Flimmerepithel) im Atemtrakt sowie die Bildung der weißen Blutkörperchen (Leukozyten). Im Speichel von Rauchern sind zudem vermehrt Thiocyanate nachweisbar. Im Vergleich zu Nichtrauchern weisen die Organismen von Raucher(inne)n ein geringeres Körpergewicht und einen erhöhten Grundumsatz auf, was auf eine erhöhte Enzymaktivität schließen lässt.

### Ersatzlösungen
Zur Verringerung des Schadstoffgehaltes im Rauch wurden Filter aus Celluloseacetat entwickelt, die einen Teil des Nikotins und der Partikelphase („Teer“, Kondensat) zurückhalten. Diese halten etwa 40 % bis 70 % der Partikel und bis zu 80 % der Phenole des Tabakrauches zurück. Zusätzliche Aktivkohlefilter halten bis zu 85 % der Gasphasenbestandteile zurück.
Zudem wurde in den letzten Jahren des 20. Jahrhunderts intensiv mit halbsynthetischem Tabak experimentiert: Dem Tabak werden 20–25 % synthetische Stoffe (teiloxidierte Polysaccharide oder Tabakersatzstoffe wie NSM, RCN und Cytrel) und künstliche Aromastoffe zugesetzt – jedoch haben diese extrem nikotinarmen Produkte bei den Konsumenten keine Akzeptanz gefunden, so dass es bei Durchschnittswerten von 0,6–0,8 mg Nikotin und 12–14 mg Kondensat pro Zigarette geblieben ist. Ebenso sind Zigaretten aus Tabak, der durch Genmanipulation nikotinfrei gemacht wurde, ein Nischenprodukt geblieben.

## Medizinische Folgen von Tabakrauch-Inhalation

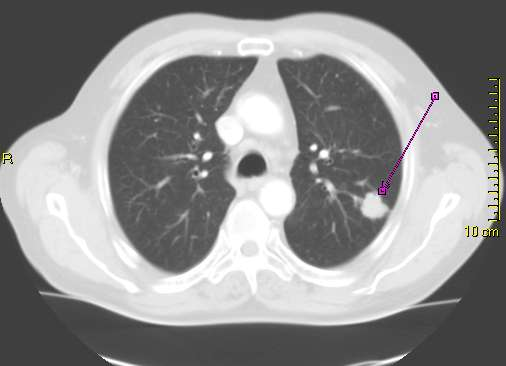
Bronchialkarzinom im CT-Schnittbild

Bei einem täglichen Konsum von 20 Zigaretten über 20 Jahre werden über die Lunge insgesamt sechs Kilogramm Rauchstaub aufgenommen sowie jährlich etwa eine Tasse Kondensat. Diese Art von Rauchvergiftung verkürzt die Lebensdauer – statistisch gesehen – um sechs Jahre (für 10 Zigaretten täglich beträgt der Messwert 3 Jahre, für 40 Zigaretten/Tag rund acht Jahre). Das Kohlenmonoxid verursacht Sauerstoffmangel in allen Organen – und selbst Stoffe wie Blausäure, Benzol und Benzpyren sind im Zigarettenrauch nachweisbar.
Das Einatmen von Tabakrauch ist unter anderem ein gesicherter Risikofaktor für verschiedene Arten von Krebs, Lungenkrankheiten sowie Krankheiten des Herz-Kreislauf-Systems. Bei der Krebsentstehung kann auch das dem Tabak anhaftende 210Polonium eine Rolle spielen. Zudem wird die Aktivität von mehr als 300 Genen und ganzen Gennetzwerken durch den Tabakkonsum negativ beeinflusst.